# Хеланен, Вильхо
Вильхо Вейкко Пяйвиё Хеланен (фин. Vilho Veikko Päiviö Helanen; 24 ноября 1899, Оулу — 8 июня 1952, Франкфурт) — финский журналист, писатель и ультраправый политик, участник финляндской гражданской и эстонской освободительной войн. Великофинский националист и антикоммунист, трижды председатель Карельского академического общества. Организатор военной пропаганды в Зимней войне, функционер оккупационных администраций в советско-финской войне 1941—1944. Известен также как популярный писатель.

## Происхождение и образование
Родился в семье окружного судьи Оулу. До 1905 носил шведскую фамилию Хеландер. После школы и колледжа поступил в Хельсинкский университет. Прерывал учёбу в 1918, возобновил после возвращения с войны.
Окончил университет по курсу истории и экономики. Получил степень бакалавра философии. С 1937 — доктор философии.

## Крайне правый политик
Во время гражданской войны 1918 Вильхо Хеланен встал на сторону белых и служил в Охранном корпусе. В 1919 добровольно участвовал в эстонской войне за независимость. Вернувшись в Хельсинки, завершил университетское образование.
В середине 1920-х Хеланен редактировал студенческий фенноманский журнал, в начале 1930-х был председеталем университетского студенческого союза. С 1922 по 1941 работал секретарём страховой компании.
Вильхо Хеланен был убеждённым сторонником Великой Финляндии, придерживался крайне правых националистических и антикоммунистических взглядов. В 1923 он вступил в Карельское академическое общество (AKS). В 1927 был избран председателем AKS и в течение года возглавлял организацию. Впоследствии он ещё дважды стоял во главе AKS — в 1934—1935 и 1936—1944. Под руководством Хеланена Общество занимало не только великофинские и антикоммунистические, но и антидемократические позиции.
С 1929 Вильхо Хеланен был сторонником ультраправого Движения Лапуа, поддержал мятеж в Мянтсяля. После роспуска Лапуаского движения Хеланен присоединился к партии Патриотическое народное движение (IKL). Состоял в дружеских отношениях и активно сотрудничал политически с Элиасом Симойоки.
Крайний радикализм Вильхо Хеланена привёл его к разрыву с видным соратником по AKS — более умеренным националистом Урхо Кекконеном, будущим президентом Финляндии. Об этом разрыве и последующей враждебности сам Кекконен вспоминал незадолго до своей смерти в 1981.
В 1933 Хеланен посещал Эстонию, установил связи с движением вапсов Артура Сирка. Поддерживал неудачную попытку эстонского ультраправого переворота. В 1934 Хеланен был объявлен в Эстонии персоной нон грата.

## Военный пропагандист и организатор
Во время Зимней войны Вильхо Хеланен возглавлял организацию Maan Turva («Безопасность Земли»). Эта структура, аффилированная с AKS, занималась антисоветской военной пропагандой, мониторингом общественных настроений и до некоторой степени контрразведкой.
Вильхо Хеланен с националистическим энтузиазмом воспринял советско-финскую войну 1941—1944, называл её «священной» и считал историческим шансом для страны:

Теперь, объединившись в единодушии, наш народ создаёт новую единую Финляндию и навсегда устраняет угрозу с востока.

Хеланен являлся одним из руководителей финской военной пропаганды в Восточной Карелии, представлял МВД Финляндии в Таллинне. С февраля 1943 года возглавлял в Таллинне специальную комиссию по эвакуации ингерманландского населения из Эстонии в Финляндию. В 1944, во время советского наступления в Прибалтике, Хеланен активно помогал эмиграции эстонцев в Финляндию. Существуют утверждения, что Хеланен имел отношение к таллинскому гестапо и принимал участие в депортациях евреев.
С 1940 года Хеланен также редактировал журнал AKS Suomen heimo. В 1942—1945 работал в страховом фонде Выборга.
По условиям Московского перемирия 1944 деятельность AKS и IKL была запрещена, журнал Suomen heimo закрыт. Однако Вильхо Хеланен не прекратил политической деятельности. Он пытался организовать антисоветское сопротивление и прогерманский переворот силами финских националистов, эстонских эмигрантов и агентов Бюро Целлариуса. Однако эти попытки были пресечены администрацией Маннергейма.

## Писатель
В 1948 Вильхо Хеланен был арестован по обвинению в государственной измене в пользу Финляндии. Отбыл в заключении два с половиной года. После освобождения в 1951 вплотную занялся литературной деятельностью.
Писать художественную прозу и публицистику Вильхо Хеланен начал с 17 лет. В 1921—1952 было опубликовано более двадцати его авторских произведений. Литературный успех принесло первое же издание — военные мемуары Suomalaiset Viron vapaussodassa (Финны в Эстонской освободительной войне, 1921). Большой резонанс имели его романы, особенно Sarastus (Рассвет, 1923) и Helsingissä tapahtuu (Случается в Хельсинки, 1941). Типичным образом произведений Хеланена был молодой финский патриот, ведущий борьбу с коммунистами и национальными предателями.
Хеланен поступил на работу в Helsingin Sanomat и в 1952 отправился в журналистскую командировку в ФРГ. Там он и скончался от сердечного приступа.

## Семья
Вильхо Хеланен был женат на Каарине Эмилии Хюрскайнен. Имел в браке четверых детей. Юхани Хеланен, 18-летний сын Вильхо Хеланена, пропал без вести в 1946 (предположительно он участвовал в приёме нелегальных политических иммигрантов из Эстонии).